# Зубович, Людмила Николаевна
Людмила Николаевна Зубович (род. 20 февраля 1948) — глава Барнаула в 2010—2017 годах и председатель Барнаульской городской Думы в 2008—2017 годах.

## Биография
Людмила Зубович родилась 20 февраля 1948 года, после окончания школы обучалась на факультете иностранных языков Барнаульского государственного педагогического института. После окончания вуза работала педагогом, а с 1993 года — директором МОУ «Средняя образовательная школа № 31» города Барнаула.
В 1998 году Людмила Зубович получила второе высшее образование по специальности менеджер образования в Барнаульском государственном педагогическом университете.
В 2000-х годах трижды избиралась депутатом Барнаульской городской думы, где работала в составе комитета по социальной политике. В 2008 году стала председателем думы, а в ноябре 2010 года, после принятия поправок в устав города, была избрана главой города Барнаула.
В октябре 2017 года, после очередных выборов, покинула должность.
Является членом партии «Единая Россия».

## Награды
- Почётный работник общего образования Российской Федерации
- член-корреспондент Международной Академии общественных наук.
- Орден «За заслуги перед Алтайским краем» II степени (19 декабря 2017) — за большой личный вклад в развитие местного самоуправления